# Lac Côté (Saint-Émile-de-Suffolk)
Le lac Côté est un lac d'eau douce situé dans la municipalité Saint-Émile-de-Suffolk, administré par la municipalité régionale de comté de Papineau, dans la région administrative de l'Outaouais, au Québec, au Canada.

## Géographie
Ce lac possède une superficie d’environ 3,9 ha et déverse son eau dans un petit ruisseau innommé.
Le lac Côté est situé à proximité de la montée des Italiens, à l'est.

## Toponymie
Le toponyme « Lac Côté » a été officialisé le 27 février 1970 à la Commission de toponymie du Québec.